# Central Tejo
La centrale Tejo è stata una centrale termoelettrica, di proprietà delle Companhias Reunidas de Gás e Electricidade (CGRE), che alimentava di elettricità, tutta la città e la regione di Lisbona. È situata a Belém, nella capitale portoghese ed il suo periodo di attività fu compreso tra il 1909 ed il 1972, anche se dal 1951 venne utilizzata come centrale di riserva. Con il passare del tempo ha subìto alcune modifiche e ampliamenti, dopo aver attraversato diverse fasi di costruzione e produzione.
L'originale centrale Tejo, i cui edifici non esistono più, fu costruita in 1909 e ha funzionato fino 1921. Nel 1914 si iniziò la costruzione degli edifici delle caldaie a bassa pressione e della sala macchine che, in seguito, sono state ampliati diverse volte. Infine, nel 1941, ha avuto luogo la costruzione dell'edificio delle caldaie ad alta pressione, il corpo più grande della centrale, il quale è stato ampliato nel 1951 con l'inclusione di una caldaia.
Anche se ha funzionato per l'ultima volta nel 1972, la sua chiusura ufficiale si è avuta solo nel 1975, restando così come testimone di un patrimonio archeologico industriale di grande importanza per la città di Lisbona. Per questa ragione, è stata classificata come "immobile di interesse pubblico" nel 1986. Dal 1990, la centrale Tejo è aperta al pubblico come Museo dell'elettricità.

## Storia
Gli edifici costruiti nel 1909, che non esistono più, formarono l'originale centrale Tejo che ha funzionato fino al 1921. Venne disegnata e progettata dall'ingegnere Lucien Neu e la sua costruzione fu affidata alla ditta Vieillard & Touzet (quest'ultimo, Ferdinand Touzet, era stato discepolo di Gustave Eiffel).
Attraverso gli anni, le apparecchiature sono state modificate per aumentarne la potenza e, nel 1912, anno in cui si trovava tutto l'equipaggiamento attualmente installato, la centrale supportava 15 piccole caldaie Belleville e cinque gruppi generatori con una potenza di 7,75MW. Dal 1916 fino alla disattivazione del 1921, ha ricevuto il vapore delle nuove caldaie installate nell'edificio attuale di bassa pressione fino a essere disattivata, smantellata e usata come magazzini e officine fino al 1938, quando è stata demolita per la costruzione dell'edificio delle caldaie di alta pressione.

### Fase della bassa pressione
Le caldaie di bassa pressione hanno cominciato a essere costruite in 1914 e la loro costruzione di concluse nel 1930, attraversando tre fasi di costruzione di grande importanza. La prima (dal 1914 al 1921) abbracciò la costruzione di due ambienti per le caldaie, la sala macchine per gli alternatori e per la sottostazione.
La seconda fase (dal 1924 al 1928) corrisponde al primo ampliamento della sala delle caldaie con una nuova ala longitudinale, l'acquisizione di un nuovo generatore, di un distributore di carbone e del molo per i canali del circuito di refrigerazione.
Finalmente, nella terza fase (dal 1928 al 1930), si realizzò l'ultimo ampliamento della sala delle caldaie, con una struttura di più grandi proporzioni rispetto alle precedenti, della sala macchine e della sottostazione.
Così, negli anni trenta, la sala delle caldaie della centrale aveva undici caldaie di bassa pressioni, dieci della Babcock & Wilcox e una della Humboldt. La sala macchine, a sua volta, aveva cinque gruppi generatori di diverse potenze e marchi: Escher & Wiss, AEG (due gruppi), Stal-Asea e Escher Wiss/Thompson.

### Fase di alta pressione
Con l'aumento di potenza dei due nuovi gruppi turboalternatori AEG montati nel 1934, fu necessaria l'installazione di nuove caldaie, che funzionassero con vapore ad alta pressione. La costruzione venne realizzata sui terreni prima occupati dall'originaria centrale Tejo, la quale era stata demolita nel 1938 per la costruzione di questo nuovo edificio delle caldaie di alta pressione, l'edificio più imponente del gruppo. L'interno ospitava tre grandi caldaie di alta pressione della Badcock & Wilcox, le quali cominciarono a funzionare nel 1941.
Con la demolizione della primitiva centrale Tejo e la costruzione dell'edificio delle caldaie di alta pressione, nacque la necessità di spazio per officine e magazzini. Le CRGE acquistarono allora i terreni adiacenti localizzati nella parte orientale del complesso, dove era presente l'antico zuccherificio Senna-Sugar Estates, Ltd.  di proprietà della Companhia de Açúcar de Moçambique. Fu, anche, necessaria la creazione di una sala per il trattamento delle acque, la quale venne installata all'interno dell'edificio delle caldaie a bassa pressione, smantellando le due prime caldaie.
Nel 1950, l'edificio delle caldaie di alta pressione, venne ampliato per includere una caldaia, che entrò in esercizio l'anno seguente e che costituì l'ultimo ampliamento della centrale.

### L'integrazione nella Rete elettrica nazionale
Con l'entrata in vigore nel 1944, dalla legge 2002 – Legge della elettrificazione nazionale, che dava priorità assoluta alla produzione di energia idroelettrica, la centrale Tejo finì con l'avere un ruolo secondario nel settore elettrico a causa della costruzione della prima grande centrale idroelettrica, quella della diga del castelo de Bode, che cominciò a funzionare nel 1951. La centrale Tejo divenne gradualmente una centrale di riserva.
Ciò nonostante, la centrale Tejo venne mantenuta in funzionamento ininterrottamente tra il 1951 ed il 1968, eccetto che nel 1961. Nel 1972, nel corso di un tentativo di abbattere il regime di Salazar, vennero abbattute alcune linee di alta tensione che trasportavano energia a Lisbona dalla centrale idroelettrica del Castelo di Bode. Per sopperire a questa situazione la centrale Tejo venne nuovamente messa in esercizio per produrre elettricità per l'ultima volta nella sua storia. La sua chiusura ufficiale avvenne nel 1975.

### La centrale Tejo come Museo dell'elettricità
Dopo la chiusura e nazionalizzazione delle compagnie elettriche, si decise di dare una nuova vita a questa centrale termoelettrica, riaprendola con finalità culturali. Nel 1986 si costituì il primo gruppo di studio per il museo, che nel 1990 aprì le sue porte al pubblico.
Tra il 2001 ed il 2005, il museo venne sottoposto ad una ristrutturazione profonda, di tutto il patrimonio architettonico fino al contenuto museografico. Finalmente, nel 2006, il museo riaprì le sue porte, ma con un nuovo tipo di museologia, molto più pedagogica e dinamica.

## Complesso architettonico
Il complesso architettonico della centrale Tejo, dopo le successive trasformazioni e ampliamenti nel corso degli anni, si trova in un perfetto stato di conservazione trattandosi di un grande complesso di produzione della prima metà del XX secolo.
L'intero complesso di edifici si trova in piena armonia estetica grazie all'uso di una struttura di ferro rivestita di mattoni in tutti i corpi di fabbrica. Tuttavia, esistono diversi stili tra l'edificio che ospitava le caldaie di bassa pressione e quello contenente i generatori di vapore ad alta pressione.

## Funzionamento della centrale
Il principio di funzionamento di una centrale termoelettrica è basato sulla combustione di un combustibile per produrre vapore che, a sua volta, fa girare un generatore di corrente elettrica. Questo è semplice di realizzare in teoria, però nella pratica è necessario disporre di un complesso di macchine, circuiti e logistica.
Nella centrale Tejo, il combustibile principale era il carbone, il quale arrivava per via marittima ed era scaricato sulla piazza omonima, per essere poi depositato nel trituratore e passare nei silos miscelatori. Da lì, seguiva verso il tappeto di distribuzione, sul tetto dell'edificio, da dove cadeva sul tappeto di combustione all'interno del forno. Qui veniva bruciato ad una temperatura di circa di 1200 °C.
Il calore così generato trasformava l'acqua in vapore, che passava nei tubi interni alla caldaia ed era poi condotto ai turboalternatori. L'acqua utilizzata, circolava in circuito chiuso ed era chimicamente pura. Per questo, passava attraverso un processo di purificazione e filtraggio per prevenire la deteriorazione degli equipaggiamenti della centrale.
Così, il vapore viaggiava nelle tubazioni ad alta pressione (38 kg/cm² ) fino ai gruppi generatori, dove le turbine trasformavano l'energia termica del vapore in energia meccanica e l'alternatore trasformava l'energia meccanica, che gli era trasmessa dalla turbina, in energia elettrica, con una corrente elettrica trifasica di 10.500 V ad una frequenza di 50 Hz, che veniva inviata alla sottostazione della centrale, prima di essere immessa nella rete di distribuzione.
Il vapore, a sua volta, veniva diretto ai condensatori dove si trasformava di nuovo in acqua per essere utilizzato nelle caldaie. Il vapore caldo ritornava allo stato liquido per contatto con le pareti fredde dei tubi interni del condensatore, nei quali passava acqua del fiume. Per questo, l'acqua del fiume Tago non entrava mai in contatto diretto con l'acqua pura usata come fluido di esercizio. Nel condensatore, l'acqua era preparata per ritornare alle caldaie ed in questo modo, chiudere il ciclo.

## Condizioni di lavoro nella centrale
Il funzionamento della centrale sarebbe stato impossibile senza le mestranze che, nel corso di generazioni, vi lavorarono. Il lavoro era basato su turni a livello integrale per garantire il funzionamento ininterrotto della centrale.
I circa cinquecento lavoratori che prestavano la loro opera presso l'impianto erano suddivisi in oltre quarantacinque qualifiche. Questi ruoli andavano dagli scaricatori di carbone, fino ai tecnici e ingegneri più specializzati, passando dai lavoratori della sala delle caldaie, delle officine di falegnameria, fucina, ecc.
I lavori più duri erano quelli coinvolti con la combustione del carbone, nella sala delle caldaie e nella sala delle ceneri, dove i lavoratori dovevano sopportare temperature altissime e rumori assordanti durante tutto il turno di lavoro. Eppure, era nella sala delle caldaie dove esistevano lavoratori con più ruoli. Era qui che si trovavano l'ingegnere tecnico – capo, ingegneri tecnici, capo-fuochisti, vice-capo-fuochisti, fuochisti, spuntatori (chegador) ed estrattori di ceneri. Tutti erano soggetti a condizioni di lavoro durissime, soprattutto gli ultimi.

## Patrimonio culturale

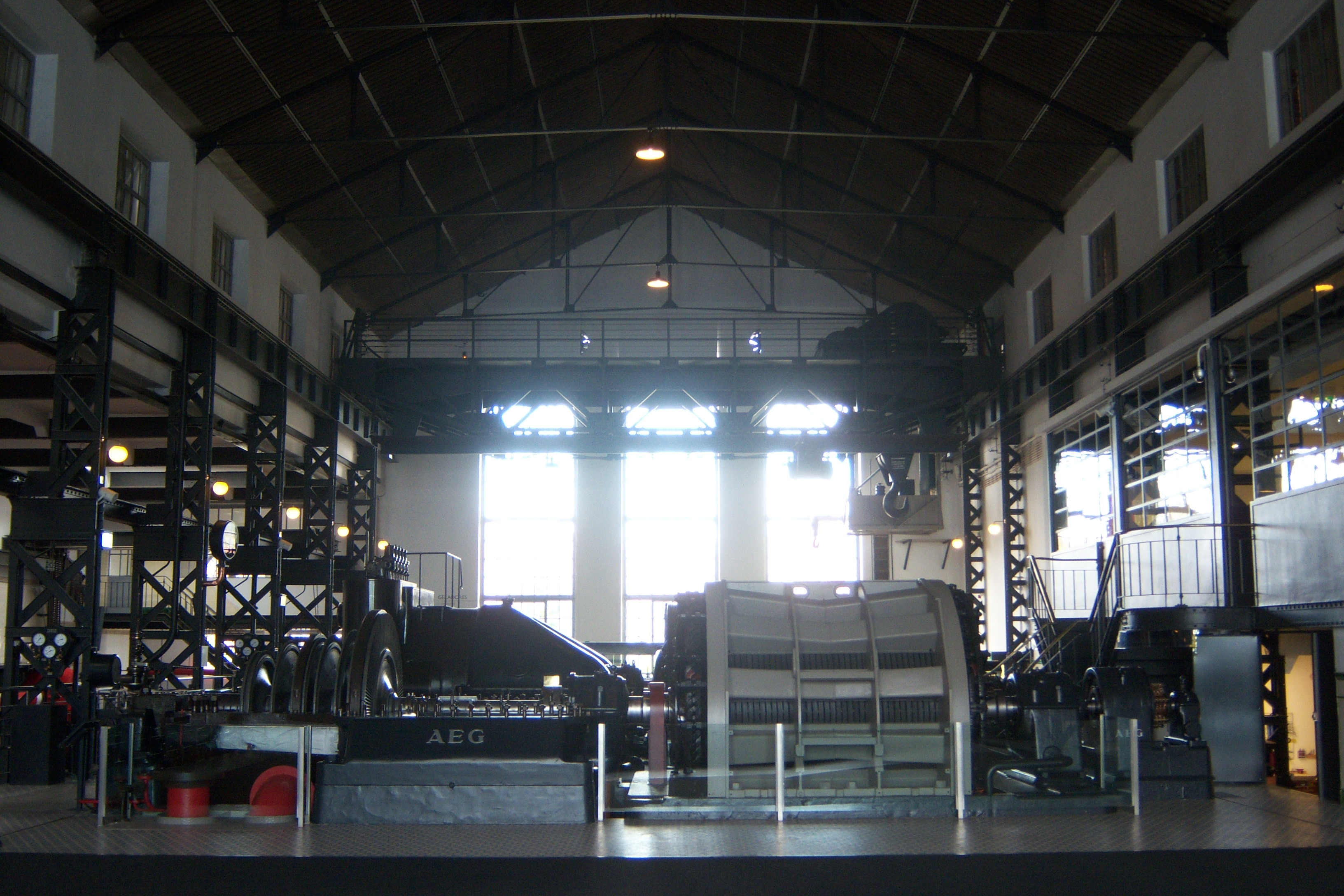
Alternatore AEG musealizzato nella sala macchine.

La centrale Tejo presenta un enorme patrimonio culturale, non solo sotto gli aspetti architettonici o archeologici, ma anche storici, sociologici, antropologici ed economici.
Il patrimonio lasciato dall'attività della centrale è innegabile. Essa è stata la più grande centrale di Lisbona e di tutto il Portogallo fino alla prima metà del XX secolo. Il suo raggio di azione arrivava a tutta la città e alla Valle del Tago, illuminando le strade, le case e dando elettricità alle fabbriche. Senza questa, la storia di Lisbona sarebbe stata molto diversa. È stata la parte invisibile dell'espansione e della crescita della città nel XX secolo, la fondazione dell'industrializzazione regionale e della prima linea ferrata elettrificata del paese (Lisbona-Cascais).
Allo stesso tempo, la centrale Tejo, è stata determinante per la modernizzazione di Lisbona; Diverse generazioni lavorarono e soffrirono alle caldaie perché altri potessero accendere le luci a casa, passeggiare la sera nelle strade illuminate dalla luce artificiale o viaggiare tranquillamente seduti su tram che si arrampicavano sulle ripide pendici della città di Lisbona.
- Beni immobili. Il complesso della centrale Tejo (classificato  "immobile di interesse pubblico" dal 1986), con i corpi di bassa pressione e della sala macchine (1914-1930), alta pressione e camera delle acque (1938-1951), e le diverse macchine della centrale, nel cui insieme di edifici (prima appartenenti allo zuccherificio, datati dalla fine del XIX secolo-inizio del XX secolo), sono oggi il Centro di Documentazione del Museo.
- Beni mobili. Esistono nell'attuale Museo quattro caldaie di alta pressione della Babcock & Wilcox del 1941 e del 1951 e due turboalternatori della AEG del 1942 con i rispettivi condensatori. Esistono, ancora, refrigeratori, interruttori, contatori, nella sala macchine, depuratori, filtri, pompe e distillatori nella sala delle acque (tutti degli anni quaranta), trasportatori di carbone, carrelli, silos, materiale di carpenteria e forgiatura, ecc. Nel giardino si trovano ancora gruppi generatori di altre centrali elettriche, regolatori di velocità, valvole e diversi elementi legati all'illuminazione pubblica di Lisbona ed elettrodomestici di ogni epoca, tipo e classe.